# Boliarov
Boliarov (v minulosti Boľarov, maďarsky Bolyár) je obec na Slovensku v okrese Košice-okolí. Žije zde přibližně 1 100 obyvatel.

## Vodní toky
V blízkosti obce protéká řeka Olšava.

## Kultura a zajímavosti

### Památky
- Římskokatolický kostel Nejsvětější Trojice, jednolodní barokní stavba s pravoúhlým ukončeným presbytářem a přestavěnou věží z druhé poloviny 18. století. Kostel má hladké fasády, okna jsou segmentové ukončeny.
- Evangelický kostel, jednoduchá jednolodní stavba s pravoúhlým ukončeným presbytářem a věží z konce 19. století. Kostel má hladké fasády, okna jsou půlkruhový ukončena. Věž je modernistická s rovným zakončením.
- Vesnická zvonice, zděná stavba s dřevěnou nástavbou a s prvky secese.[3]
- Vodní mlýn, technická památka, dvoupodlažní jednotraktová stavba na nepravidelném půdorysu z první třetiny 20. století. V roce 1937 byl přestavován.[4]